# Zespół Szkół Medycznych im. Janusza Korczaka w Prudniku
Zespół Szkól Medycznych im. Janusza Korczaka w Prudniku (potocznie: Medyk, Korczak) – szkoła średnia w Prudniku znajdująca się przy ul. Piastowskiej 26. Patronem szkoły jest polski lekarz Janusz Korczak.

## Historia
Budynek szkoły został wzniesiony w 1873 roku z inicjatywy Emanuela Fränkla, radcy handlowego Josefa Pinkusa i jego żony Augusty, córki Samuela Fränkla. Początkowo w willi gromadzone były dzieła sztuki światowej (między innymi kolekcja śląskich wyrobów z cyny i krzesła serbskiego króla Aleksandra Karadziordziewicza) oraz cenne i zabytkowe judaika. Następnie Max Pinkus (syn Josefa i Augusty) założył w niej swoją Bibliotekę Śląską, która w 1903 została przeniesiona do nowej willi Maxa przy ulicy Nyskiej 2. W willi przy ul. Piastowskiej mieszkał Hans Pinkus.
Po zakończeniu II wojny światowej willa stała się własnością Zakładów Przemysłu Bawełnianego „Frotex”. W 1957 przeznaczono ją na potrzeby szkoły pielęgniarskiej. Uczennica zaczęły naukę w szkole 1 października 1957. Pierwszym dyrektorem szkoły został Stanisław Panas. 1 czerwca 1978 decyzją Urzędu Wojewódzkiego w Opolu szkole nadano imię Janusza Korczaka i został jej przekazany sztandar szkolny. 14 listopada 1978 budynek szkoły został wpisany do rejestru zabytków Narodowego Instytutu Dziedzictwa.
W 2004 została otwarta Szkoła Policealna dla Dorosłych. W 2013 powstało Publiczne Technikum. 30 listopada 2017 szkoła została odznaczona odznaką honorową „Zasłużony dla Miasta i Gminy Prudnik”. Od 29 listopada 2018 współpracuje z klubem koszykarskim KS Pogoń Prudnik.

## Rankingi
W ostatnich latach technikum ZSM zajmowało następujące miejsca w rankingach miesięcznika Perspektywy:
- 2018: 173. miejsce w kraju, 8. miejsce w woj. opolskim (Srebrna Szkoła)[12]
- 2019: 85. miejsce w kraju, 5. miejsce w woj. opolskim (Złota Szkoła)[13]
- 2021: 53. miejsce w kraju, 3. miejsce w woj. opolskim (Złota Szkoła)[14]
- 2022: 68. miejsce w kraju, 4. miejsce w woj. opolskim (Złota Szkoła)[15]
- 2024: 199. miejsce w kraju, 6. miejsce w woj. opolskim (Srebrna Szkoła)[16]

## Dyrektorzy szkoły
- Stanisław Panas (1957–1964)[7]
- mgr Anna Jurkiewicz (1964–1982)[7]
- mgr Zofia Baczewska (1982–1991)[7]
- mgr Jadwiga Wiśniewska (1991–2015)[7]
- mgr Adrianna Benroth (od 2015)[17]

## Kierunki szkoły
- asystent osoby niepełnosprawnej[18]
- technik ortopeda[19]
- technik masażysta[20]
- opiekunka dziecięca[21]
- opiekun medyczny[22]
- opiekun w domu pomocy społecznej[23]
- opiekunka środowiskowa[24]
- opiekun osoby starszej[25]
- technik usług kosmetycznych[26]
- terapeuta zajęciowy[27]